# Âme hindoue
Pour plus de détails, voir Fiche technique et Distribution.
Âme hindoue (The Man Beneath) est un film américain réalisé par William Worthington, sorti en 1919.

## Fiche technique
- Titre : Âme hindoue
- Titre original : The Man Beneath
- Réalisation : William Worthington
- Scénario : L. V. Jefferson d'après le roman d'Edmund Mitchell
- Photographie : Frank D. Williams
- Pays de production : États-Unis
- Format : Noir et blanc - 1,33:1 - Film muet
- Genre : policier
- Durée : 58 minutes
- Date de sortie : 1919

## Distribution
- Sessue Hayakawa : Dr Chindi Ashutor
- Helen Jerome Eddy : Kate Erskine
- Pauline Curley : Mary Erskine
- John Gilbert : James Bassett
- Fontaine La Rue : Comtesse Petite Florence
- Wedgwood Nowell : François
- Fanny Midgley : la femme de ménage